# Ganshäuser
Die Ganshäuser bilden einen offiziellen Ortsteil von Zschopau im sächsischen Erzgebirgskreis.

## Lage
Die als lose Häuslerreihe gegründete Siedlung erstreckt sich über rund 500 m an der Alten Marienberger Straße, die südlich aus Zschopau herausführt. Der Ortsteil liegt direkt südlich des Erzgebirgsklinikums Zschopau und zirka einen Kilometer nördlich von Hohndorf auf rund 495 m. Ein Kilometer westlich befindet sich Krumhermersdorf, zu dem die Ganshäuser einst gehörten.

## Geschichte
Die Ganshäuser (oder die Häuser am Zschopenberg) sind 1875 erwähnt und gehörten zu Krumhermersdorf. Mit der Eingemeindung von Krumhermersdorf gehört die Häusergruppe seit 1999 zu Zschopau.
1875 lebten im Ort 73 Personen.
Der Name Ganshäuser stammt von einem 1838 abgebrannten und nicht wiedererrichteten Gasthof „Gans“.

## Belege
1. ↑  Ganshäuser – HOV | ISGV. Abgerufen am 3. April 2024.
2. ↑  Ganshäuser | Zschopau - Die Motorradstadt. Abgerufen am 3. April 2024.